# Calder (Kumbria)
Calder – wieś w Anglii, w Kumbrii. Leży 64 km na południowy zachód od miasta Carlisle i 394 km na północny zachód od Londynu.